# 張祚 (天順進士)
張祚（1421年—？），字宗胤，浙江杭州府錢塘縣人，明朝政治人物。同進士出身。

## 生平
景泰七年（1456年）丙子科浙江鄉試第七十九名。天順元年（1457年）聯捷丁丑科會試第一百七十九名，殿試登進士第三甲第七十名。

## 家族
曾祖張甫榮。祖父張士傑。父張汝楫。